# Хвилю тримай
«Хвилю тримай» — український музичний гурт з Івано-Франківська.

## Історія гурту
Засновники гурту - Лев Лабій та Петро Квич («Хоттаб»), які грають разом з 1984 року, починаючи ще з низки шкільних хард-рокових команд. Назви колективів і їх склад декілька разів змінювались. Помітними подіями того експериментального періоду росту є перший в історії музикантів концерт з платним входом в 1989 р. Тоді разом з Левом і Хоттабом в групі грали гітарист Олександр Яськін і барабанщик Володимир Калин (в майбутньому відомий Івано-Франківський радіоведучий "Калина-Вавило").
Після вимушеної тривалої перерви в творчості (на призовну службу Лева у війську), був створений гурт «Анейрос», який склався на початку 1992-го, коли до Лева і Хоттаба приєдналися барабанщик Вадим «Башка» Куций та вокаліст Олександр Глушко. Успіх на фестивалі «Зірки Прикарпаття» надихнув хеві-психоделічного «Анейроса» — на «Червоній руті-93» в Донецьку гурт став дипломантом з психоделічною піснею "Сон".
На початку 1995 р. хлопці майже всім складом (Лев, Хоттаб і Башка) на два роки виїхали до Польщі.
Саме в цей період 1995р, очевидно, під впливом нових яскравих відчуттів, отриманих у позитивній атмосфері успішної та життєрадісної Польщі був написаний програмний хіт «Хей-Хай, хвилю тримай», що спричинило зміну стилевої орієнтації на гітарний поп, а за тим і зміни у 1996 році назви гурту на «Хвилю тримай» .
Перший офіційний виступ групи під назвою "Хвилю Тримай" відбувся влітку 1996 в Тернополі у збірному рок-концерті на Співочому полі.
В 1998 р. група здобула перемогу (лауреатство) на фестивалі «Перлини сезону - 98».
На початку 1999 року в групі з'явився новий барабанщик Сергій Клепач.
В 2000 р. в Києві був знятий перший відеокліп на пісню "Хей-Хай!", який пізніше отримав щільну ротацію на популярному на той час музичному телеканалі "Біз-ТВ".
Наприкінці 2000 року до гурту приєднався другий гітарист Сергій Леонов, і склад колективу набув вигляду класичної гітарної четвірки.
У 2002 р. був знятий відеокліп на пісню "Полетим...". За задумом режисера, при цьому музиканти їздили на відкритій платформі вулицями Києва, співаючи пісню. Режисер кліпу - Віктор Придувалов, оператор - Слава Пілунський.
Весною 2003 р. в Івано-Франківську було знято відеокліп на пісню "Зима пройшла", в якому зафіксоване пробудження весняного Івано-Франківська, метушливе життя міських вулиць, славнозвісну міську ратушу і тепле весняне сонце на міських дахах (оператор Андрій Снімщиков)
До зими 2003-го група прийшла з повністю записаним і майже зведеним альбомом, зіграною й обкатаною концертною програмою.
У лютому 2004 року група підписала контракт з компанією Hunter Music Ukraine (офіційний представник компанії Sony Music Entertainment в Україні) про випуск дебютного альбому з однойменною назвою, до якого увійшло 9 пісень і одна інструментальна композиція "Море". Презентація альбому відбулась 9 липня у клубі "Store 205".
В 2004 р. за ініціативою режисерки Анни Томілко було знято відеокліп на пісню "Холодний день". Зйомки відбувались у Києві на Хрещатику та бульварі Т.Шевченка. Режисер кліпу - Анна Томілко, оператор - Олег Якімов. Співрежисер/монтаж - Лев Лабій.
У 2006 році гурт записав чергову пісню «Якби всі люди», з чітким соціальним підтекстом - "проти засилля в нашому інформаційному просторі публічної брехні".
Того ж 2006 року до Лева Лабія з "Хвилю Тримай" приєдналися Сашко Положинський, лідер гурту "Тартак", і Сергій "Сєня" Присяжний, лідер "Мотор'ролли". У студії "ФДР-Рекордс" вони разом записали спільний вокальний трек до пісні "Якби всі люди". Пізніше на літньому Андріївському узвозі було знято спільний відеокліп (режисер - Лев Лабій, оператор зйомки - Ігор Романов).
Наразі гурт продовжує концертну діяльність.

## Склад гурту (незмінний)
- Лев Лабій  — вокал, гітара, синтезатор
- Петро Квич («Хоттаб») — бас-гітара, вокал

## Колишні учасники
- Володимир Калин — барабани
- Олександр Яськін — гітара
- Вадим Куций (Башка) - барабани
- Олександр Глушко - вокал
- Сергій Клепач — барабани
- Сергій Леонов — гітара

## Альбоми
- «Хвилю тримай» (2004)[2]

## Відеокліпи
- Хей-хай (Хвилю тримай) (2000)
- Полетим (2002)
- Зима пройшла (2003)
- Холодний день (2004)
- Однокласниця (2005)
- Якби всі люди (2006)